# Phrynichus ceylonicus
Phrynichus ceylonicus är en spindeldjursart som först beskrevs av Carl Ludwig Koch 1843.  Phrynichus ceylonicus ingår i släktet Phrynichus och familjen Phrynichidae. Inga underarter finns listade i Catalogue of Life.